# Sistema per la valorizzazione del patrimonio culturale
Il Sistema per la valorizzazione del patrimonio culturale (SVPC) è un servizio creato nel 2014 dal Consiglio di Stato del Canton Ticino su richiesta del Dipartimento dell'educazione, della cultura e dello sport (DECS). Il servizio si occupa di fornire consulenze e strumenti agli istituti culturali confrontati con la gestione e valorizzazione dei patrimoni custoditi.
Situato a Bellinzona, il SVPC si occupa primariamente del portale Sàmara - Il patrimonio culturale del Cantone Ticino.
Nel documento che istituisce il Sistema figurano anche i riferimenti alle altre attività promosse dal servizio. In particolare il SVPC :
- si occupa dell'analisi delle banche-dati degli istituti culturali del Cantone Ticino
- Gestisce e diffonde il patrimonio culturale digitale
- Funge da consulente per gli operatori culturali sul territorio

Questo nuovo servizio rientra nell'ottica dei GLAM (Galleries, Libraries,Archives and Museums), un progetto internazionale, nazionale e regionale.
Dal 2018, il SVPC collabora strettamente con l'Osservatorio culturale del Cantone Ticino.